# Антонівська сільська рада (Томашпільський район)
Антонівська сільська рада —  колишній орган місцевого самоврядування, сільська рада у складі Томашпільського району Вінницької області. Адміністративний центр — село Антонівка. Згідно Закону України 3651-д рада була реорганізована і увійшла до складу Ямпільської міської громади.

## Населені пункти
Сільській раді були підпорядковані населені пункти:
- с. Антонівка

## Склад ради
Рада складалася з 16 депутатів та голови.

## Керівний склад сільської ради
| ПІБ                        | Основні відомості                                                 | Дата обрання | Дата звільнення |
| -------------------------- | ----------------------------------------------------------------- | ------------ | --------------- |
| Вергеліс Роман Андрійович  | Сільський голова, 1973 року народження, освіта                    | 26.03.2006   | 31.10.2010      |
| Павлов Олександр Федорович | Сільський голова, 1971 року народження, освіта вища, безпартійний | 31.10.2010   |                 |

Примітка: таблиця складена за даними джерела